# Gomarus College
Het Gomarus College is een gereformeerde scholengroep voor voortgezet onderwijs in Noord-Nederland, met praktijkonderwijs, vmbo, havo, vwo, gymnasium en tto.
Het Gomarus College heeft locaties in Assen, Drachten, Groningen (5) en Leeuwarden. In Groningen bevinden zich locaties aan de Magnoliastraat, Lavendelweg en drie locaties aan het Vondelpad. Voor leerlingen in de bovenbouw van havo/vwo is het alleen mogelijk om les te volgen in Leeuwarden en op Vondelpad 1.

## Geschiedenis
De school werd gesticht als een H.B.S. in 1957 in een lokaal van de Zuiderkerk in Groningen. In 1961 werd een eerste plan gemaakt voor de bouw van een scholengebouw in de nieuwe uitlegwijk De Wijert aan de Henriëtte Roland Holststraat in Groningen. Tijdens de bouw, in 1964, werd de school omgevormd tot een lyceum. In 1967 werd het gebouw opgeleverd. In 1983 kreeg de school haar huidige naam. In de loop van de tijd werden meerdere vestigingen geopend op andere plekken in de stad, Assen, Drachten, Leeuwarden en Zuidhorn. In de jaren 1990 werd het VMBO-onderwijs ondergebracht bij het hoofdgebouw aan de Henriëtte Roland Holststraat.
Tussen 1962 en 1967 was ook de Gereformeerde Pedagogische Academie Albertus Zijlstra (een kweekschool) gevestigd in het gebouw. In 1982 werd vanuit de school een MEAO opgericht, het huidige ROC Menso Alting.
De locatie in Zuidhorn werd in juni 2019 gesloten vanwege een tekort aan leerlingen. Dit werd veroorzaakt door het feit dat veel leerlingen uit Zuidhorn en omstreken in Groningen naar school gingen.

### Kwestie Nieboer
In 1964 speelde op de school de zogenoemde 'kwestie Nieboer'. Biologieleraar Herman Nieboer was dat jaar een van de 650 vrijgemaakten die het zogeheten 'Getuigenis' ondertekende. In dit document werd ruimte gevraagd voor verschil van mening in de visie op de kerk en een onderzoek naar de Vrijmaking met de gedachte dat men daarmee wellicht weer tot een hereniging met de Gereformeerde Kerk (synodaal) kon komen. Dit document zette de verhoudingen in de vrijgemaakte kerk op scherp. Nieboer kwam daarop in conflict met voorzitter van het schoolbestuur Christiaan Rupke en rector Cornelis Smits. Zij vonden dat hij daarmee in strijd met de gereformeerde geloofsbelijdenis handelde die in de de grondslag en norm voor de school was opgenomen. Rupke zag het zelfs als verraad aan de Vrijmaking en een teken van ongeloof. Beiden stelden hem voor de keuze: of zijn steun intrekken of ontslag. Nieboer kreeg veel steun vanuit andere docenten. De Commissie van Beroep vond dit geen grond voor ontslag. Daarop stelden Rupke en Smits dat hij alsnog ontslagen moest worden wegens vermeende sympathie voor de evolutieleer, maar ook deze keer werden ze teruggefloten. Een poging om Nieboer via de kantonrechter te ontslaan leidde ertoe dat hij elders aan de slag ging als biologieleraar. Vervolgens werd geoordeeld dat het salaris dat op hem was ingehouden alsnog moest worden betaald. Andere docenten en de schoolvereniging hadden veel kritiek op de handelswijze van Rupke en Smits. Rupke werd daarop in 1966 niet herkozen en Smits werd in 1968 ontslagen.In 2007 bood het Gomarus College publiekelijk excuus aan Nieboers weduwe. In 2021, in de aanloop naar de hereniging van de Nederlands Gereformeerde Kerken met de Gereformeerde Kerken Vrijgemaakt, gaf de school daarnaast een publiekelijke verklaring uit dat Nieboer 'zeer onrechtvaardig' behandeld was.